# Januszewszczyzna (rejon ignaliński)
Januszewszczyzna – dawna wieś. Obecnie część Markieniszek na Litwie, w okręgu uciańskim, w rejonie ignalińskim, w gminie Nowe Daugieliszki.

## Historia
W czasach zaborów zaścianek rządowy w gminie Daugieliszki, w powiecie święciańskim, w guberni wileńskiej Imperium Rosyjskiego. W 1866 roku miał 18 mieszkańców w 2 domach. W 1905 roku liczył 49 mieszkańców, 49 dziesięcin.
W dwudziestoleciu międzywojennym wieś leżała w Polsce, w województwie wileńskim, w powiecie święciańskim, w gminie Daugieliszki.
W 1931 w 8 domach zamieszkiwało 49 osób.